# Open de la Mirabelle d'Or
Het Open de la Mirabelle d'Or is een golftoernooi in Frankrijk. Het behoort bij de Allianz Golf Tour en de Alps Tour.
In 2011 werd de achtste editie gespeeld. Deze eindigde in een play-off waarbij Émilien Chamaulte door amateur Clément Sordet werd verslagen.

## Winnaars
|   | Jaar | Baan                        | Winnaar                        | Score | Score |
| - | ---- | --------------------------- | ------------------------------ | ----- | ----- |
| 1 | 2004 |                             |                                |       |       |
| 2 | 2005 |                             | Michael Lorenzo-Vera (amateur) |       |       |
| 3 | 2006 |                             | Michael Lorenzo-Vera           |       |       |
| 4 | 2007 |                             |                                |       |       |
| 5 | 2008 | Golf de la Grange aux Ormes | Alexandre Mandonnet            |       |       |
| 6 | 2009 |                             |                                |       |       |
| 7 | 2010 |                             | Juan-Antonio Bragulat          | 267   | -21   |
| 8 | 2011 | Golf de la Grange aux Ormes | Clément Sordet po (amateur)    | 269   | -15   |